# Joseph Goebbels
Paul Joseph Goebbels, nemški nacistični politik, * 29. oktober 1897, Rheydt, † 1. maj 1945, Berlin.
Goebbels je bil vladni minister za propagando nacistične Nemčije od leta 1933 do 1945. Bil je eden najbližjih in najbolj predanih sodelavcev Adolfa Hitlerja, znan pa je bil po svojih spretnostih v javnem nastopanju in globoko virulentnem antisemitizmu, kar se je pokazalo v njegovih javno izraženih stališčih. Zavzemal se je za postopno ostrejšo diskriminacijo, vključno s preganjanjem Judov v holokavstu.
Joseph Goebbels, ki si je želel biti avtor, je leta 1921 doktoriral na Filološki univerzi v Heidelbergu. Leta 1924 se je pridružil nacistični stranki in sodeloval z Gregorjem Strasserjem v severni podružnici. Leta 1926 je bil imenovan za Gauleiterja (vodjo okrožja) za Berlin, kjer se je začel zanimati za uporabo propagande za promocijo stranke in njenega programa. Po prevzemu oblasti nacistov leta 1933 je Goebbelsovo ministrstvo za propagando hitro pridobilo in izvajalo nadzor nad novinskimi mediji, umetnostjo in informacijami v Nemčiji. Še posebej vešč je bil v propagandne namene uporabljati relativno nove radijske in filmske medije. Teme za strankarsko propagando so vključevale antisemitizem, napade na krščanske cerkve in (po začetku druge svetovne vojne) poskuse oblikovanja morale.
Leta 1943 je Goebbels začel pritiskati na Hitlerja, naj uvede ukrepe, ki bodo povzročili "popolno vojno", vključno z zaprtjem podjetij, ki niso nujno potrebna za vojna prizadevanja, vpoklic žensk v delovno silo in vključevanju moških v prej izvzete poklice v Wehrmacht. Hitler ga je 23. julija 1944 končno imenoval za pooblaščenca Reicha za popolno vojno, pri čemer je Goebbels sprejel večinoma neuspešne ukrepe za povečanje števila ljudi, ki so na voljo za izdelavo orožja in Wehrmachta.
Ko se je vojna bližala koncu in je bila nacistična Nemčija soočena s porazom, so se Goebbelsu v bunkerju v Berlinu pridružili njegova žena Magda Goebbels in njuni otroci. V podzemni bunker, ki je bil del Hitlerjevega podzemnega kompleksa bunkerjev, so se preselili 22. aprila 1945. Hitler je 30. aprila storil samomor. V skladu z Hitlerjevo željo ga je Goebbels nasledil na položaju nemškega kanclerja; služil je en dan na tem delovnem mestu. Dan po Hitlerjevi smrti, 1. maja 1945 sta Goebbels in njegova žena Magda storila samomor, potem ko sta njunih šest otrok zastrupila s cianidom. Po vojni je bil Goebbels spoznan kot eden največjih vojnih zločincev. 

## Zgodnje življenje
Joseph Goebbels se je rodil 29. oktobra 1897 v Rhydetu. Oba njegova starša sta bila rimokatolika s skromnim družinskim poreklom. Goebbels je imel pet bratov in sester: Konrad, Hans, Maria, Elisabeth in Maria, ki se je poročila z nemškim režiserjem Maxom  W. Kimmichom leta 1938. Leta 1932 je Goebbels objavil brošuro svojega družinskega drevesa, da bi ovrgel govorice, da je bila njegova babica po materinstvu judovskega porekla. V otroštvu je Goebbels trpel zaradi slabega zdravja, ki je vključevalo dolgotrajno vnetje pljuč. Imel je deformirano desno nogo, ki se je zaradi prirojene deformacije obrnila navznoter. Bila je debelejša in krajša od njegove leve noge. Bil je neuspešen, da bi jo popravil tik pred začetkom gimnazije. Goebbels je zaradi skrajšane noge nosil kovinsko naramnico in poseben čevelj ter hodil šepajoče. Zaradi te deformacije je bil v prvi svetovni vojni zavrnjen zaradi služenja vojaškega roka.
Goebbels se je šolal na gimnaziji, kjer je leta 1917 opravil svoj univerzitetni sprejemni izpit (nem:Abitur). Bil je najboljši učenec v svojem razredu in dobil je tradicionalno čast govoriti na podelitvi nagrad. Starši so sprva upali, da bo postal katoliški duhovnik, in Goebbels je o tem resno razmišljal. Študiral je literaturo in zgodovino na univerzah v Bonnu, Würzburgu, Freiburgu in Münchnu, s pomočjo štipendije društva Albertus Magnus. V tem času se je Goebbels začel oddaljevati od cerkve. Leta 1920 je opravil diplomo na univerzi v Heidelbergu, leta 1921 pa je prejel doktorat filozofije iz nemške književnosti v tej posebnosti.

## Vstop v politiko
Goebbels je Adolfa Hitlerja prvič spoznal februarja 1924 in se v tem času začel tudi močno zanimati za nacizem. Istega leta se je pridružil Nemški nacionalni delavski stranki (NSDAP) in kmalu postal vodilni član. Poleg svojih literarnih talentov je bil izjemno močan in spreten manipulator, zato je postal tudi eden glavnih ideologov in govornikov stranke. V nasprotju s številnimi drugimi Hitlerjevimi socializiranimi (Hermann Goering , Heinrich Himmler) je Goebbels ostal füürerile konec zvestih, saj so fanatični nacionalsocialisti verjeli v to politiko in delovanje je bila ena najbolj skrajnih antisemitskih.
22. februarja 1925 je Goebbels postal član novoustanovljene NSDAP. Marca je bil na sestanku voditeljev stranke v Hamburgu na predlog Karla Kaufmanna, Gauleiterja iz okrožja Ren-Ruhr, imenovan za upravnika Gau Porenje-Sever. Od oktobra 1924 do oktobra 1925 je imel 189 govorov na različnih vrstah partijskih prireditev v severozahodni Nemčiji. Septembra 1925 je postal upravitelj in urednik nacionalsocialističnih pisem, objave protikapitalističnega krila NSDAP okoli bratov Strasser, ki so kritizirali Hitlerjev strankarski centralizem. Za razliko od kolegov iz Münchna, ki jih je vodil Hitler, so člani Strasserjevega krila NSDAP, vključno z Goebbelsom, v večji meri delili ideje socializma.
V začetku aprila 1926 je v München povabil tri voditelje Velikega Rurskega Gau - Kaufmanna, von Pfefferja in Goebbelsa. Ko je prišel na postajo, je bil Goebbels precej navdušen, da je Hitler zanj poslal svoj osebni avto. Naslednji dan je Goebbels govoril na sestanku v Bürgerbräukellerju. Hitler ga je povabil na večerjo, potrdil njegovo vodilno vlogo v Rurju, mu odpustil svoje ideološke napačne predstave in Goebbelsa na Hitlerjevo stran. "Ljubim ga ... Vse je mislil," je zapisal v svoj dnevnik in priznal, da se prikloni pred političnim genijem... Po srečanjih v Bambergu in Münchnu je bil osnutek novega programa Strasser zavrnjen. Prvotni program NSDAP iz leta 1920 je ostal nespremenjen, Hitlerjev položaj na čelu stranke pa se je znatno okrepil. Leta 1928 je bil Goebbels izvoljen za poslanca Reichstaga, naslednje leto pa je bil uradno zadolžen za propagando po celotnem državnem ozemlju. 
Proti koncu leta 1930 je Goebbels na sestanku nacistične stranke spoznal nemško političarko Magdo Behnrend, ki se je istega leta pridružila stranki. Leto pozneje sta skupaj začela zvezo in se 19. decembra 1931 poročila. Skupaj sta imela šest otrok, pet hčerk in enega sina.

## Propagandni minister
Leta 1933, ko je nacistična stranka zmagala na volitvah in prišla na oblast, je Hitler postal nemški kancler. Goebbels je bil pozvan, na mesto ministra za propagando in enakovreden položaj v NSDAP kot Reichsleiter prvega Hitlerjevega kabineta, ki ga je neprekinjeno opravljal do svoje smrti in padca Tretjega rajha. 
V tej vlogi je Goebbels prevzel popoln nadzor nad vsako vejo nemškega informacijskega in kulturnega ter družbenega življenja (tisk, kino, gledališče, radio, šport,...), povsod dosledno uporabljal načela "nacistične morale" in tako postajal "resnični diktator kulture" tretjega rajha. Thomas Mann ga je takoj opredelil kot "pohabljenega v telesu in duši", ki je namerno z nečloveško nizkostjo laž povzdignil v božanskost, suverena sveta... Vsesplošna propaganda nacističnih množičnih medijev je služila svojemu namenu: pomagala je okrepiti javno podobo in priljubljenost Adolfa Hitlerja.
Goebbels je bil glavni vodja kampanj "arijanizacije", usmerjenih proti " izrojeni umetnosti " in " judovski, masonski in boljševiški znanosti ", ki so prisilile na stotine judovskih umetnikov in znanstvenikov v izgnanstvo. Izgorevanja knjig, ki jih je organiziral v Berlinu, ostajajo znana in spodbujajo nacionalsocialistične študente k iskanju in ropanju knjižnic pri iskanju del, ki jih režim prepoveduje.
Goebbels je sodeloval pri načrtovanju uprizoritve poletnih olimpijskih iger leta 1936 v Berlinu. Najpomembnejši projekt leta 1937 je bila razstavljena umetniška razstava, ki jo je organiziral Goebbels in je trajala v Münchnu od julija do novembra. Razstava se je izkazala za izjemno priljubljeno in privabila več kot dva milijona obiskovalcev. Naslednje leto se je zgodila izrojena glasbena razstava. Goebbels je bil medtem razočaran nad pomanjkanjem kakovosti nacionalsocialističnih umetniških del, filmov in literature.

### Delovanje v drugi svetovni vojni
Med drugo svetovno vojno in zlasti po prvih vojaških zastojih, zaradi katerih so bile razmere v Nemčiji kritične, je spretno propagandno delo, ki ga je Goebbels opravljal s spretnostjo in fanatizmom, v veliki meri uspelo prepričati nemško ljudstvo, da je sprejelo vedno resnejše vsiljene žrtve. Uporabil je metodo prepričevanja, ki se je takrat štela za zelo učinkovito, izpeljano iz teorij biheviorizma, ki temelji na nenehnem ponavljanju delnih ali očitno lažnih novic, ki jih vrh strogo nadzoruje: "svetla" prihodnost Nemčije, nevarnost "azijskih hord" "Da se ne bodo usmilili Nemčije, krutosti zaveznikov, ki so zahtevali" brezpogojno predajo so bile nekatere izmed številnih uporabljenih tem, ki so prispevale k okrepitvi upora, ko je bil ogrožen izid vojne, in premaknili uro poraza. Med vojno se je Goebbels močno zavzemal tudi za preganjanje Judov kot del Holokavsta.
V zadnjih mesecih vojne je Goebbels aprila 1945 dobil dve pomembni imenovanji od Hitlerja, ki je bila številka dve tretjega rajha: uradno je bil imenovan za pooblaščenega predstavnika vlad za uporabo sredstev za celotno vojno in kasneje splošno v Wehrmachtu, s stališče obrambe Berlina: to zadnje stališče je za Goebbelsa veliko pomenilo, ker je bil za nekaj dni v vojski, ker je veliko vojno zaradi njegovih oslabelosti zavrnila možnost.

### Poraz in smrt
Zaradi nevarnosti pred Rusi, ki so začeli močno napadati Berlin, so se Goebbelsu v podzemni bunker 22. aprila pridružila njegova žena Magda in njuni otroci. Hitler je Goebbelsu 29. aprila naročil, da naj zapusti Berlin, vendar je Goebbels to zavrnil in sporočil, da bo v Berlinu ostal do konca in bo življenje končal skupaj z družino. Hitler ga je tako zadnjič imenoval za svojega naslednika za kanclerja rajha, medtem ko je Karl Dönitz postal predsednik rajha. Martin Bormann je bil imenovan za ministrsko stranko (naci).
Potem, ko je Hitler 30. aprila popoldne storil samomor, je Goebbels prevzel položaj kanclerja, vendar je na položaju ostal le en dan. Edino dobro dejanje je bilo, da so generala Hansa Krebsa z belo zastavo poslali v sovjetsko vojsko, da je bilo poslano pismo sovjetskemu generalu Vasiliju Čujkovu, v katerem je Goebbels napisal, da je Hitler mrtev in zahteval premirje, vendar to ni bilo sprejeto. 
Goebbels je 1. maja 1945 popoldne zaposlenemu Vossu v bunkerju sporočil: "Kapitan ne sme zapustiti svoje potapljajoče se ladje. O vsem sem razmišljal in se odločil, da ostanem tukaj. Nimam kam iti, ker z majhnimi otroki ne bom mogel, zlasti z nogo, kot je moja..." Pozno popoldne sta se nato z Magdo pogovorila z zdravnikom Helmutom Kunzom o metodi samomora njunih otrok. Kunz je zmešal v šest kozarcov vodo z strupom cianida in uspavalom ter jima rekel, da najprej popijejo uspavalo ter jim nato na skrivaj v usta podtaknejo vsakemu dodatno eno tableto cianida. Potem, ko so njuni otroci zaspali, sta Goebbels in Magda na skrivaj prišla v sobo in vsakemu otroku v usta porinila tableto cianida tako da so jo v spanju pojedli. 
Ko jima je Kunz sporočil, da so vsi njuni otroci mrtvi, je Goebbels odšel v spalnico kjer je vzel svojo majhno pištolo ter jo napolnil z metki, nato pa sta skupaj z Magdo ob 20:30 odšla iz bunkerja na vrt kanclerstva kjer sta skupaj storila samomor. Po pripovedovanju prič je Goebbels najprej ustrelil Magdo v levi zgornji del trebuha, nato pa še sebe v desni del glave. Nekateri pravijo, da sta blizu mesta, kjer je bil Hitler pokopan, najprej pojedla tableto cianida in se šele potem ustrelila. Tako kot trupli Hitlerja in Eve Braun, so tudi trupli Goebbelsa in Magde nato polili z bencinom in ju zažgali. Toda ker je bencina ostalo malo, sta zato trupli le delno zgoreli in ju niso pokopali, zaradi česar so njune posmrtne ostanke kmalu našli ter ju z posmrtnimi ostanki njunih otrok, Hitlerja in Eve Braun, generala Hansa Krebsa in Hitlerjevega psa Blondija in drugih njegovih psov odpeljali in jih večkrat pokopali. Zadnji pokop je bil 21. februarja 1946 v objektu SMERSH v Magdeburgu. Leta 1970 je direktor KGB Jurij Andropov odobril operacijo uničevanja posmrtnih ostankov. 4. aprila 1970 je sovjetska ekipa KGB s podrobnimi pokopnimi kartami izkopala pet lesenih zabojev v objektu SMDER Magdeburg. Ti so bili požgani, zdrobljeni in raztreseni v reko Biederitz, v pritok bližnje Labe. 